# Joseph Boucher
Pour les articles homonymes, voir Joseph-Marie Boucher.
Joseph Boucher (30 décembre 1747 – 28 novembre 1813) est un agriculteur et homme politique fédéral du Bas-Canada.
Il a représenté Cornwallis à la Chambre d'assemblée du Bas-Canada de 1800 à 1804. Il est né à Rivière-Ouelle, Nouvelle-France, le fils de Joseph Boucher et Magdeleine-Salomée Fortin. En 1771, il épouse Rose Michaud. Boucher a servi comme capitaine dans la milice. Il ne s'est pas présenté pour la réélection en 1804. Boucher est mort à Rivière-Ouelle à l'âge de 65 ans.
Son grand-neveu Jean-Charles Chapais servi dans l'Assemblée et du Sénat canadien.